# 内海美幸
内海 美幸（うつみ みゆき、1957年6月27日 - ）は、日本の歌手。兵庫県神戸市兵庫区出身。

## 経歴
1977年3月25日、内海 みゆきの名で、キャニオンレコードからフォークソング調の『想い出踏切』でデビュー。1979年、内海 美幸と改名、EPIC・ソニーに移籍して演歌『いのち唱』で再デビュー。『東京わすれ』『恋未練』などのシングルを出した後、1982年に『酔っぱらっちゃった』が30万枚のヒット、カラオケファンに絶対的な支持を受ける。
のちに美幸をみゆきと再変更し、ポップス歌手に転向。1991年に結婚後、活動を休止するが、2000年に復帰。
現在はニュージーランド・ウェリントンに在住、現地で音楽活動を続けている。
2002年には『DREAM PRICE 1000 内海みゆき/酔っぱらっちゃった』をソニー・ミュージックハウスから発売。
2007年には『エッセンシャル・ベスト 内海みゆき』をソニー・ミュージックダイレクトから発売。
ヒット曲の『酔っぱらっちゃった』は、今でもカラオケで人気の曲で、水田竜子（キングレコード）によって2001年にカバーされている。
2012年には、現在在住のウェリントンにおいて、同じく現地在住の日本人女性・堀奈津子（ボーカル）、アシュレイ直子（ピアノ）によるボーカル&ピアノのアコースティックユニット『Na-Na-Mi 七海』を結成、ライブを中心にウェリントンジャパンフェスティバルやオークランドジャパンディなどのイベント、フェスティバル等にも出演し、日本の歌や、また、日本の歌を英訳して歌うなど音楽を通して現地における日本とニュージーランドの文化交流への貢献活動も行っている。
2013年12月には『Na-Na-Mi 七海』としてのファーストアルバム『ノスタルジア』を発売し、2015年6月に神戸で2日間、初の日本凱旋ライブを行い好評を博す。
2016年12月にはセカンド・アルバム『ノスタルジア2』を発売し、翌2017年4月には2度目の日本凱旋ライブを、東京・神戸・鹿児島の3都市で行い、全公演チケット発売直後に完売と初のライブツアーを盛況に終える。
また、内海みゆき個人としても、毎年2度程帰国し、その際に、神戸を中心に大阪や東京にてライブ活動を行っている。

## ディスコグラフィ

### シングル
| 発売年月           | 面                 | タイトル                        | 作詞                                     | 作曲               | 編曲               | 規格               | 規格品番           |
| 内海美幸 名義      | 内海美幸 名義      | 内海美幸 名義                   | 内海美幸 名義                            | 内海美幸 名義      | 内海美幸 名義      | 内海美幸 名義      | 内海美幸 名義      |
| キャニオンレコード | キャニオンレコード | キャニオンレコード              | キャニオンレコード                       | キャニオンレコード | キャニオンレコード | キャニオンレコード | キャニオンレコード |
| ------------------ | ------------------ | ------------------------------- | ---------------------------------------- | ------------------ | ------------------ | ------------------ | ------------------ |
| 1977年3月25日      | A                  | 想い出踏切                      | 吉田健美                                 | 梅垣達達           | 梅垣達達           | 7インチシングル    | C-42               |
| 1977年3月25日      | B                  | 私の街へ                        | 吉田健美                                 | 梅垣達達           | 梅垣達達           | 7インチシングル    | C-42               |
| 1977年8月          | A                  | 秋ごよみ                        | うさみかつみ                             | 岩久茂             | 竜崎孝路           | 7インチシングル    | C-65               |
| 1977年8月          | B                  | センチメンタル・ストーリー      | うさみかつみ                             | 岩久茂             | 竜崎孝路           | 7インチシングル    | C-65               |
| エピック・ソニー   |                    |                                 |                                          |                    |                    |                    |                    |
| 1979年             | A                  | いのち唱                        | 千家和也                                 | 浜圭介             | 高田弘             | 7インチシングル    | 06・5H-25          |
| 1979年             | B                  | 花ごころ                        | 千家和也                                 | 浜圭介             | 高田弘             | 7インチシングル    | 06・5H-25          |
| 1980年             | A                  | 東京わすれ                      | 千家和也                                 | 浜圭介             | 高田弘             | 7インチシングル    | 07・5H-49          |
| 1980年             | B                  | 愛罪                            | 千家和也                                 | 浜圭介             | 高田弘             | 7インチシングル    | 07・5H-49          |
| 1981年             | A                  | 恋未練                          | 千家和也                                 | 浜圭介             | 高田弘             | 7インチシングル    | 07・5H-98          |
| 1981年             | B                  | 港もとまち恋灯り                | 千家和也                                 | 浜圭介             | 高田弘             | 7インチシングル    | 07・5H-98          |
| 1982年10月21日     | A                  | 酔っぱらっちゃった              | 千家和也                                 | 浜圭介             | 高田弘             | 7インチシングル    | 07・5H-138         |
| 1982年10月21日     | B                  | 心を奪われて                    | 千家和也                                 | 浜圭介             | 高田弘             | 7インチシングル    | 07・5H-138         |
| 1984年9月          | A                  | 涙 あきちゃった                 | 千家和也                                 | 浜圭介             | 高田弘             | 7インチシングル    | 07・5H-263         |
| 1984年9月          | B                  | あざみの恋                      | 斉藤幸彦                                 | 斉藤幸彦           | 高田弘             | 7インチシングル    | 07・5H-263         |
| 1986年3月21日      | A                  | 北景色                          | 千家和也                                 | 浜圭介             | 高田弘             | 7インチシングル    | 07・5H-289         |
| 1986年3月21日      | B                  | 惚れてもいいのね                | 千家和也                                 | 浜圭介             | 高田弘             | 7インチシングル    | 07・5H-289         |
| 1987年             | A                  | 酒よ                            | 千家和也                                 | 浜圭介             | 高田弘             | 7インチシングル    | 07・5H-336         |
| 1987年             | B                  | ばかでもかわいい女でいたい      | 千家和也                                 | 浜圭介             | 高田弘             | 7インチシングル    | 07・5H-336         |
| 1987年             | A                  | 告白                            | 阿木燿子                                 | 宇崎竜童           | 川崎真弘           | 7インチシングル    | 07・5H-381         |
| 1987年             | B                  | 思い出に恋して                  | 阿木燿子                                 | 宇崎竜童           | 川崎真弘           | 7インチシングル    | 07・5H-381         |
| 1989年9月1日       | A                  | 出逢い川                        | 里村竜一                                 | 徳久広司           |                    | 7インチシングル    | 07SHｰ3324          |
| 1989年9月1日       | B                  | おもいでグラス                  | 里村竜一                                 | 徳久広司           |                    | 7インチシングル    | 07SHｰ3324          |
| 内海みゆき 名義    |                    |                                 |                                          |                    |                    |                    |                    |
| 1990年2月1日       | 1                  | ラ・ランバーダ                  | Chico de Oliveira 日本語訳詞：湯川れい子 | Chico de Oliveira  | Roberto Menesca    | 8cmCD              | ESDB-3071          |
| 1990年2月1日       | 2                  | ラ・ランバーダ（カラオケ）      | -                                        | Chico de Oliveira  | Roberto Menesca    | 8cmCD              | ESDB-3071          |
| 1990年6月21日      | 1                  | NASCI PARA BAILAR               | João Donato 日本語訳詞：有川正沙子       | Paulo André Barata | Fernando Merlino   | 8cmCD              | ESDB-3119          |
| 1990年6月21日      | 2                  | ファイヤー・ダンス              | Paulinho Camafeu 日本語訳詞：浅見純      | Luiz Caldas        | Roberto Menescal   | 8cmCD              | ESDB-3119          |
| 2022年6月22日      | 1                  | ブルーモーメント 45周年記念     | SUNAKAWA FUKO                            | 荒川わたる         |                    | CDS                | YZAC-15110         |
| 2023年8月23日      | 1                  | なんてことないわ                | SUNAKAWA FUKO                            | 荒川わたる         |                    | CDS                | YZAC-15117         |
| 2023年8月23日      | 2                  | ブルーモーメント                | SUNAKAWA FUKO                            | 荒川わたる         |                    | CDS                | YZAC-15117         |
| 2023年8月23日      | 2                  | ブルーモーメント                | SUNAKAWA FUKO                            | 荒川わたる         |                    | CDS                | YZAC-15117         |
| 2023年8月23日      | 3                  | 酔っぱらっちゃったｰNew version- | 千家和也                                 | 浜圭介             |                    | CDS                | YZAC-15117         |

#### 委託制作盤
| 発売年月           | 面                 | タイトル                       | 作詞               | 作曲               | 編曲               | 規格品番           | 備考 |
| キャニオンレコード | キャニオンレコード | キャニオンレコード             | キャニオンレコード | キャニオンレコード | キャニオンレコード | キャニオンレコード | キャニオンレコード |
| ------------------ | ------------------ | ------------------------------ | ------------------ | ------------------ | ------------------ | ------------------ | --- |
| 1977年3月          | A                  | センチメンタル元町             | うさみかつみ       | 岩久茂             | 竜崎孝路           | P-27               | 「センチメンタル・ストーリー」の歌詞違い 神戸市の元町商店街関連の企画盤 ジャケットには「神戸元町105年記念」と記載されている |
| 1977年3月          | B                  | センチメンタル元町（カラオケ） | -                  | 岩久茂             | 竜崎孝路           | P-27               | 「センチメンタル・ストーリー」の歌詞違い 神戸市の元町商店街関連の企画盤 ジャケットには「神戸元町105年記念」と記載されている |

### アルバム
| 発売年月       | 規格         | 規格品番     | アルバム |
| EPIC・ソニー   | EPIC・ソニー | EPIC・ソニー | EPIC・ソニー |
| -------------- | ------------ | ------------ | --- |
| 1980年         | LP           | 25･3H-12     | 女・いのち唱 Side:A 1. いのち唱 2. 大阪で生まれた女 3. 京都から博多まで 4. 心を奪われて 5. 津軽海峡・冬景色 6. 愛の終着駅 Side:B 1. おもいで酒 2. 花ごころ 3. よせばいいのに 4. 石狩挽歌 5. みちづれ 6. さし向かい                                                                                           |
| 1980年         | CT           | 25･6H-7      | 女・いのち唱 Side:A 1. いのち唱 2. 大阪で生まれた女 3. 京都から博多まで 4. 心を奪われて 5. 津軽海峡・冬景色 6. 愛の終着駅 Side:B 1. おもいで酒 2. 花ごころ 3. よせばいいのに 4. 石狩挽歌 5. みちづれ 6. さし向かい                                                                                           |
| 1983年2月25日  | LP           | 28･3H-152    | 浜圭介メロディを歌う<Ⅰ>酔っぱらっちゃった Side:A 1. 酔っぱらっちゃった 2. 東京わすれ 3. バスが来たら 4. 神戸の女 5. 涙飽きちゃった 6. いのち唱 Side:B 1. 哀しみ本線日本海 2. 終着駅 3. 雨 4. そして神戸 5. 舟唄 6. 漁歌                                                                                      |
| 1983年2月25日  | CT           | 28･6H-69     | 浜圭介メロディを歌う<Ⅰ>酔っぱらっちゃった Side:A 1. 酔っぱらっちゃった 2. 東京わすれ 3. バスが来たら 4. 神戸の女 5. 涙飽きちゃった 6. いのち唱 Side:B 1. 哀しみ本線日本海 2. 終着駅 3. 雨 4. そして神戸 5. 舟唄 6. 漁歌                                                                                      |
|                | LP           | 28･3H-187    | 涙あきちゃって酔っぱらっちゃった Side:A 1. 涙あきちゃった 2. ごめんね 3. 大阪暮色 4. 北へ 5. 男気 Side:B 1. 酒日記 2. 酔っぱらっちゃった 3. 自棄っぱち 4. 抱いて 5. おまえさん |
| 1985年11月21日 | CD           | 32･8H･55     | 流行歌、美幸調。 1. 酔っぱらっちゃった 2. 涙あきちゃった 3. 東京わすれ 4. 神戸の女 5. さし向かい 6. バスが来たら 7. おまえさん 8. いのち唱 9. 石狩挽歌 10. 舟唄 11. 津軽海峡・冬景色 12. 漁歌 13. 京都から博多まで 14. 大阪で生まれた女                                                                      |
| 1988年9月30日  | CD           | 328H-5050    | Beside You ※ 内海みゆき名義。 1. Rainy Breakfast 2. Bay Side Moon 3. 一千一秒物語 4. そばにいるから 5. Ivory Coast～象牙海岸にて～ 6. 港が見える丘 7. あの頃… 8. Midnight Mysteryへようこそ 9. くれないホテル 10. For Dear Life                                                                              |
| 1989年10月21日 | CD           | ESCB-1010    | セピアムーン ※ 内海みゆき名義。 1. MORNING SMILE 2. 恋人たちのカーニバル 3. セピアムーン 4. 疑惑のLIAR 5. NATURALLY 6. TABOOなんて何もない 7. ALL DAY DREAM 8. 太陽のMagic 9. くちづけは最後のGOOD BYE 10. JUST A FRIEND                                                                                     |
| 1990年7月1日   | CD           | ESCB-1069    | ALO,ALO,BRASIL! ※ 内海“メウ”みゆき名義。 1. FESTA DO INTERIOR 2. ファイヤー・ダンス 3. 素敵な憧れダウンロード 4. おもいで～かなしみ～とまどい 5. O QUE SERA（心の中は） 6. NASCI PARA BAILAR 7. 枯葉 8. AGUA DE BEBER 9. カーニバルの朝 10. OLHOS VERDES（緑の瞳） 11. LA LAMBADA 12. A FELICIDADE～TRISTEZA |
| 1991年6月21日  | CD           | ESCB-1159    | 拍手喝采 ※ 内海みゆき&コンフント・エスパシオ名義。 1. コーヒー・ルンバ 2. 月影のキューバ 3. メロンの気持ち 4. ラストダンスは私と 5. ウェディング・ベルが盗まれた 6. サボテン娘 7. さよならはダンスの後に 8. 雨の御堂筋 9. 星降る街角 10. マヤマヤビーチ                                                      |
| 2002年10月9日  | CD           | MHCL-150     | DREAM PRICE 1000 内海みゆき/酔っぱらっちゃった 1. 酔っぱらっちゃった 2. 涙あきちゃった 3. 北景色 4. 酒よ 5. 告白 6. 酒日記 7. 酔っぱらっちゃった（オリジナル・カラオケ） |
| 2007年12月19日 | CD           | MHCL 1256    | エッセンシャル・ベスト 1. 酔っぱらっちゃった 2. 涙あきちゃった 3. 北景色 4. 酒よ 5. 告白 6. 酒日記 7. いのち唱 8. 東京わすれ 9. 恋未練 10. 自棄っぱち 11. ごめんね 12. 北へ 13. 男気 14. おまえさん 15. Bay Side Moon                                                                                        |

## 受賞
- 古賀政男記念音楽大賞（第6回・1985年）